# St. Andreas (Abbenrode)

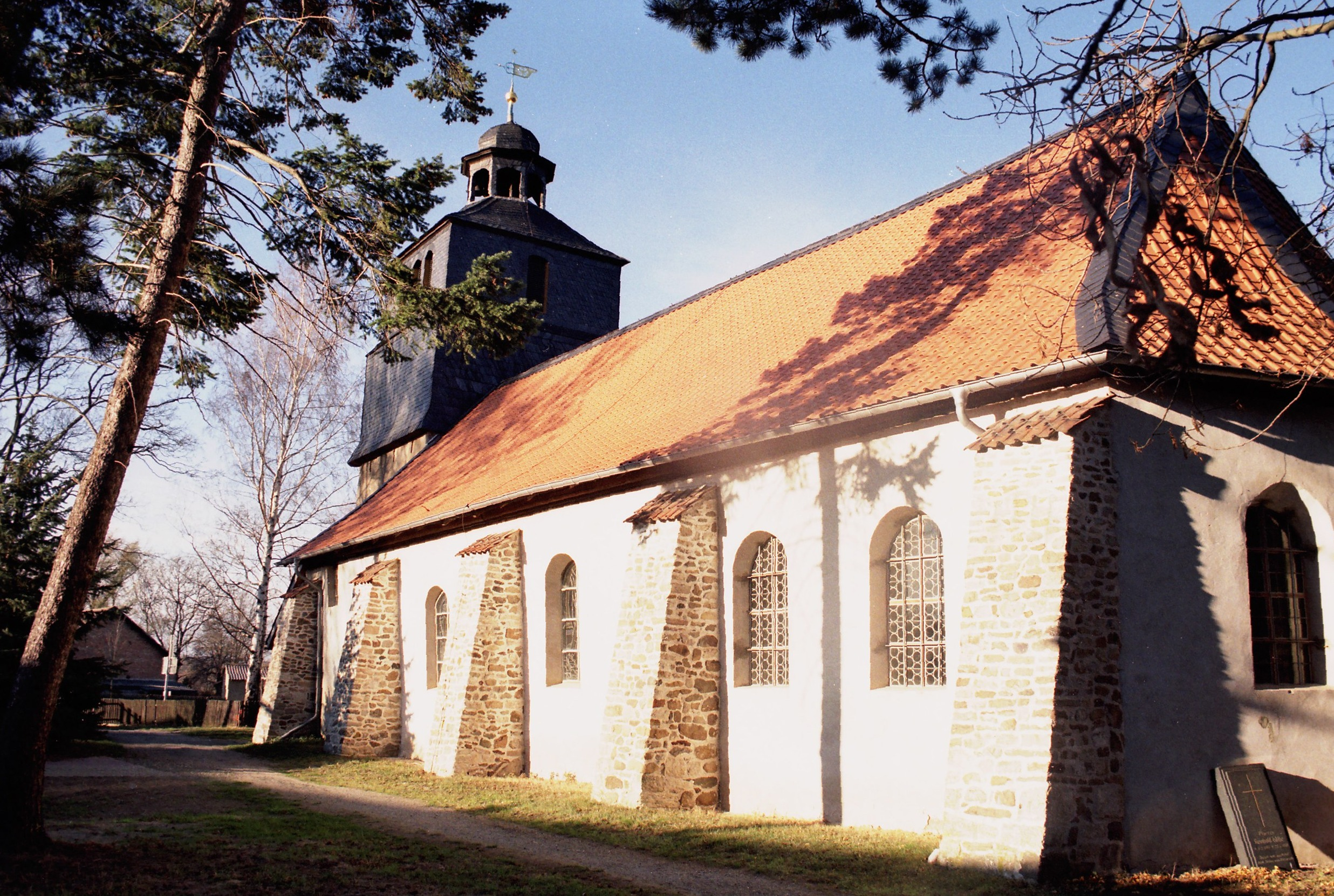
St. Andreas in Abbenrode

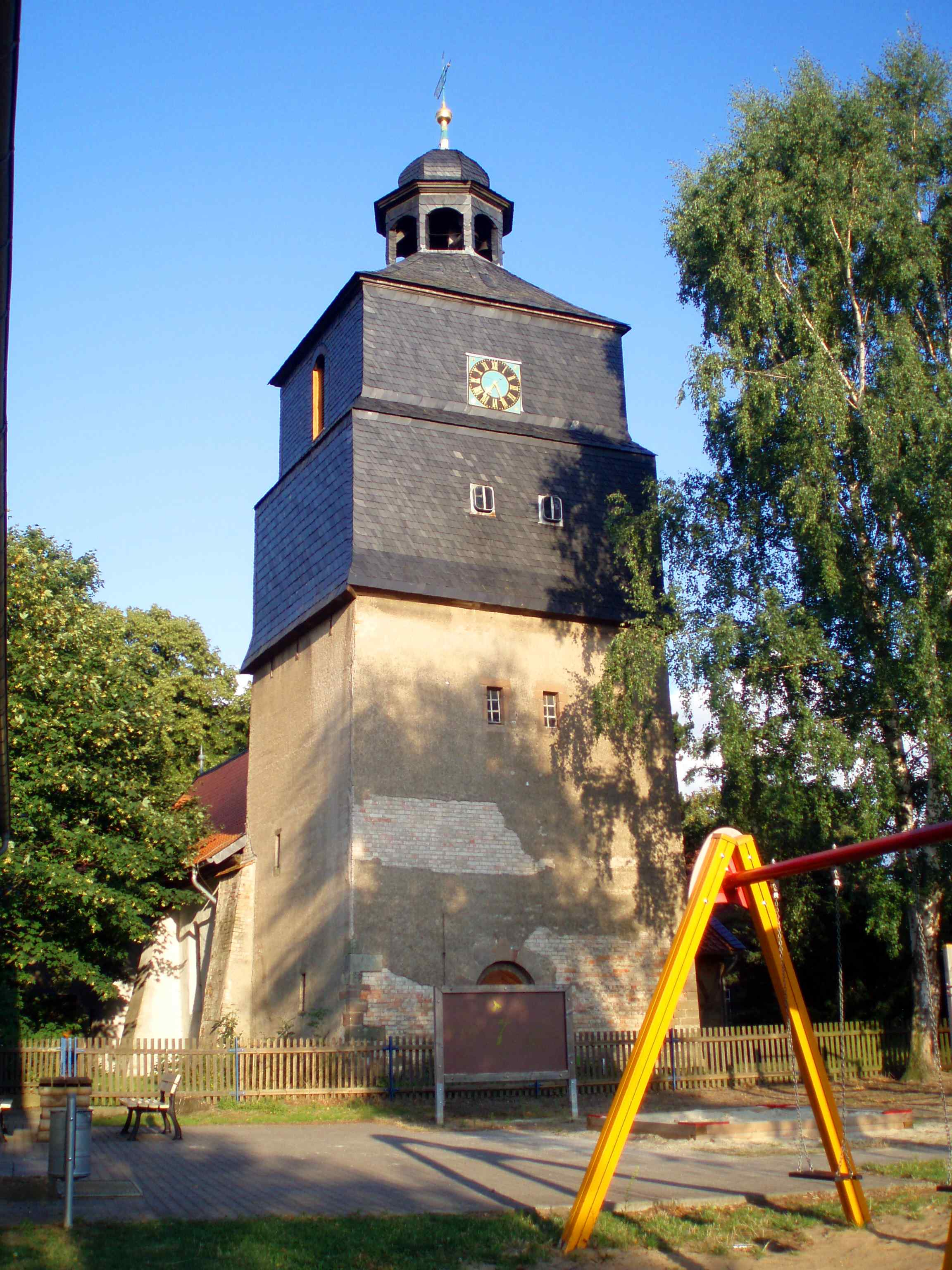
Westturm

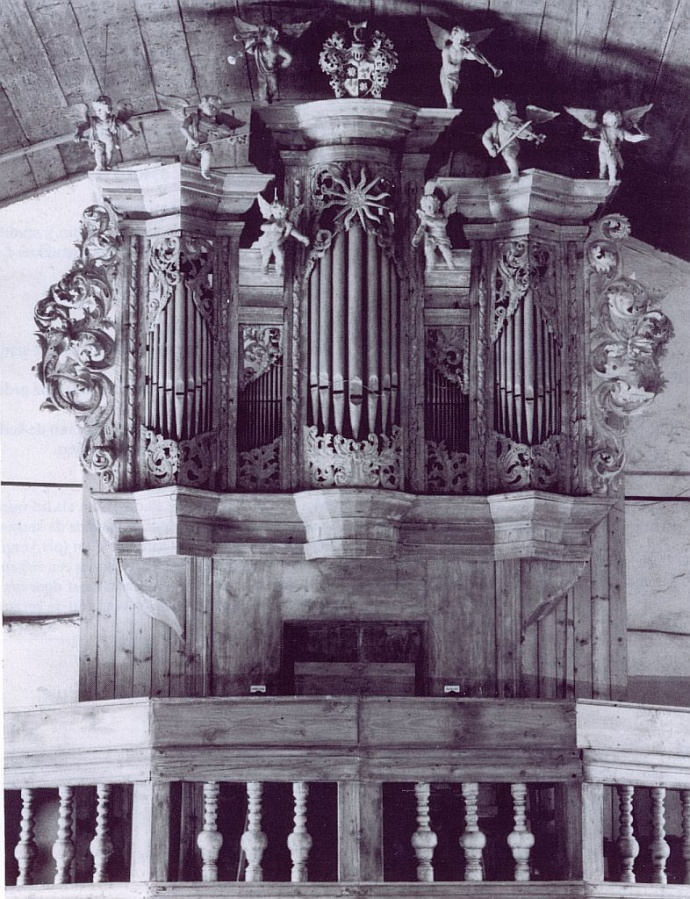
Orgel

Die evangelische Dorfkirche St. Andreas ist eine Saalkirche im Ortsteil Abbenrode der Gemeinde Nordharz im Landkreis Harz in Sachsen-Anhalt. Sie gehört zur Kirchengemeinde Abbenrode im Kirchenkreis Halberstadt der Evangelischen Kirche in Mitteldeutschland und ist für ihre barocke Orgel bekannt.

## Geschichte und Architektur
Die Kirche gehörte ursprünglich dem vermutlich in der Mitte des 12. Jahrhunderts gegründeten, 1525 zerstörten und 1554 aufgehobenen Augustiner-Chorherren-Stift an. Der Bau ist eine schlichte Saalkirche mit quadratischem Grundriss und einem dreiseitig geschlossenen Schiff. Der älteste Teil ist der vermutlich aus dem späten 15. Jahrhundert stammende Westturm mit einem verschieferten Glockengeschoss, das durch eine kleine barocke Laterne abgeschlossen ist. Das breitere Schiff wurde 1695 erbaut.
Es wird im Innern durch ein segmentbogiges hölzernes Tonnengewölbe abgeschlossen. Das Schiff ist von einer dreiseitigen Empore eingefasst, die im Westen die Orgel und im Norden eine Herrschaftsloge trägt.

## Ausstattung
Das Hauptstück der Ausstattung ist ein geschnitztes Altarretabel aus dem dritten Viertel des 15. Jahrhunderts, das im Jahr 1728 aus der Stephanikirche in Goslar hierher gebracht wurde. Es zeigt im Schrein eine figurenreiche Kreuzigung, die an den Seiten von je zwei übereinander angeordneten Figuren begleitet wird, welche im 19. Jahrhundert hinzugefügt wurden. Sie stellen Luther und Christus sowie Melanchthon und Mose mit den Gesetzestafeln dar, in den Flügeln sind die zwölf Apostel in zwei Reihen angeordnet.
Außen sind die Flügel mit Szenen aus der Passion Christi bemalt: Kreuztragung, Grablegung, Jesus vor Pilatus und Beweinung. Bei der Übertragung des Retabels wurde es umgestaltet; dabei wurden die Predella mit einer Abendmahlsdarstellung und die bekrönende Figur Christi als Weltenherrscher hinzugefügt. 
Die Kanzel mit reicher geschnitzter Akanthusornamentik stammt von 1707. Ein Gemälde des Pastors Crysanter (1672–1720) entstand zu Beginn des 18. Jahrhunderts.

## Orgel
Die weitgehend erhaltene barocke Orgel mit aufwändiger Verzierung des Gehäuses ist ein Werk von Christoph Cuntzius (auch: Contius) aus dem Jahr 1708 mit 15 Registern auf einem Manual und Pedal. Sie wurde im Jahr 1975 durch die Firma Schuke Orgelbau restauriert. Bedingt durch die Lage der Kirche im innerdeutschen Grenzgebiet wurde die Orgel wenig wahrgenommen; erst im Bach-Jubiläumsjahr 1985 wurde sie in der Öffentlichkeit bekannt und erste Rundfunkaufnahmen entstanden. Die Disposition lautet:
| Manual CD–c3 |        |
| Gedact       | 8′     |
| Quintatoen   | 8′     |
| Principal    | 4′     |
| Floete douce | 4′     |
| Quinta       | 3′     |
| Octava       | 2′     |
| Tertia       | 1 3⁄5′ |
| Mixtur IV    |        |
| Trompet      | 8′     |

| Pedal CD–c1   |      |
| Subbass       | 16′  |
| Octavbass     | 8′   |
| Waldfloete    | 1⁄2′ |
| Posaune       | 16′  |
| Bass Trompete | 8′   |
| Cornett Bass  | 2′   |

Nebenregister: Tremulant, Cymbelstern, Calcantenglocke